# مادران شنبه

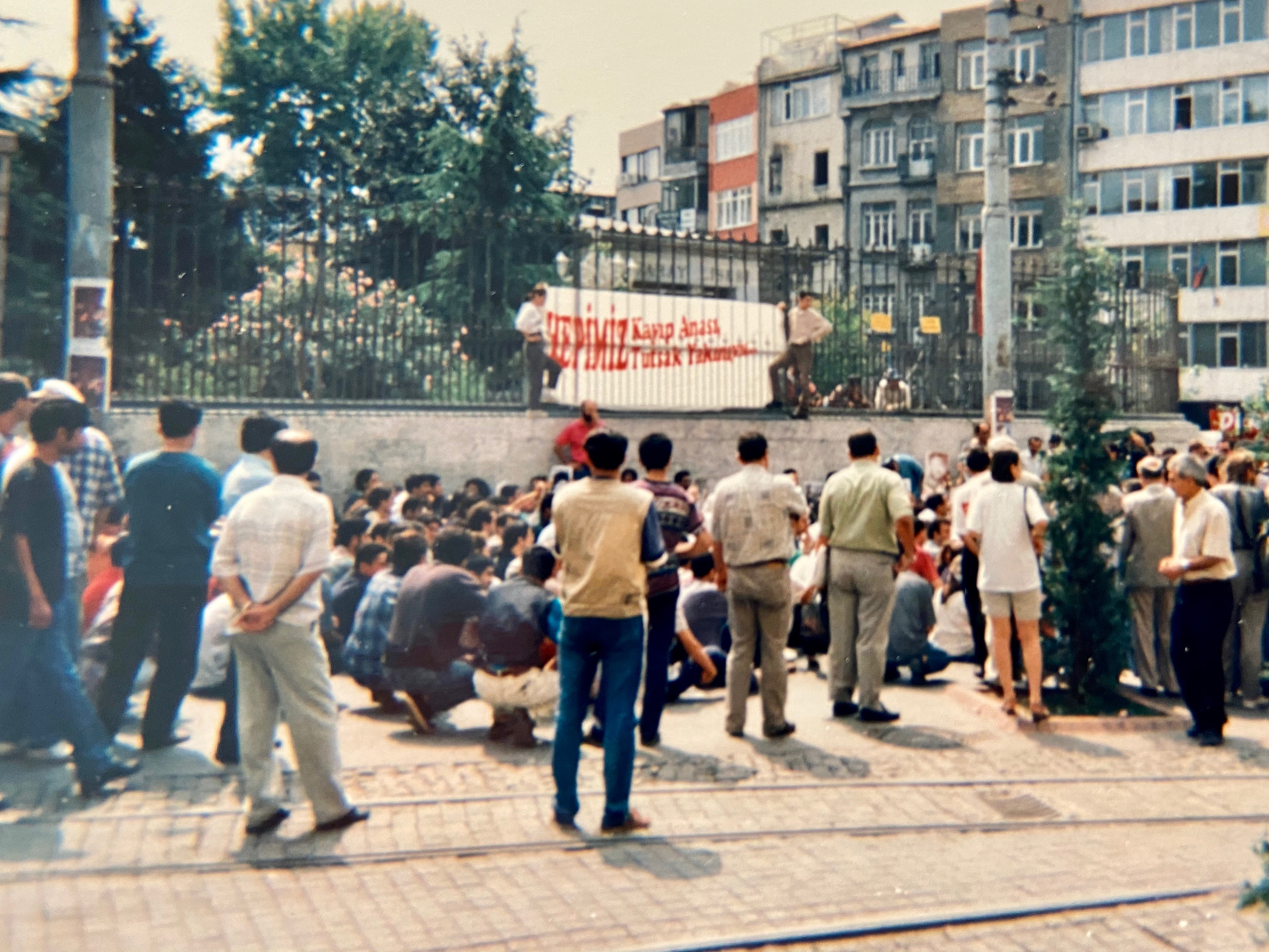
مادران شنبه، استانبول، حدود

مادران شنبه (ترکی استانبولی: Cumartesi Anneleri) گروهی است که هر شنبه ظهر به مدت نیم ساعت در گالاتاسارای استانبول ترکیه گرد هم می‌آیند تا اساساً در مورد بستگان گمشده خود توضیح بخواهند. ایشان عمدتاً از مادران قربانیان تشکیل شده و به عنوان الگویی از نافرمانی مدنی شناخته می‌شوند. مادران شنبه به عنوان روش اعتراض خود به ناپدیدشدن‌های اجباری و قتل‌های سیاسی توسط دولت پنهان در ترکیه در دوران کودتای نظامی دهه ۱۹۸۰ و دوران OHAL در دهه ۱۹۹۰، تحصن خاموش را با بیداری جمعی ترکیب می‌کنند. این گروه در سال ۱۹۹۵ شروع به کار کرد و با سرکوب دولت، از جمله خشونت پلیس و پیگرد قانونی، که آخرین بار در نوامبر ۲۰۲۰ رخ داده، مواجه شده است.

## تاریخچه
بر اساس گزارش انجمن حقوق بشر، بین سال‌های ۱۹۹۲ و ۱۹۹۶، ۷۹۲ ناپدیدی اجباری و قتل دولتی در شرق ترکیه گزارش شده است، افزون بر تعداد بسیار بیشتری از افراد گم‌شده که گزارش نشده‌اند (OHAL را نیز ببینید).
اوّلین تحصن مادران شنبه — که گفته می‌شود تحت تأثیر مادران میدان مایو بوده — در ۲۷ مه ۱۹۹۵ بود. ایشان، پس از مواجهه با حملات خشونت‌آمیز پلیس که تقریباً هر هفته رخ می‌داد و به‌ویژه به‌دنبال چند حمله شدید که ضربه روحی به شرکت‌کنندگان وارد کرد، در ۱۳ مارس ۱۹۹۹ مجبور به توقف اعتراض خود شدند. این اعتراضات در ۳۱ ژانویه ۲۰۰۹ از سر گرفته شد. گروهی که با حدود ۳۰ نفر شروع به کار کرده بود، در حال حاضر هزاران شرکت‌کننده دارد. در ۲۵ آگوست ۲۰۱۸، مقامات ترکیه اعلام کردند که فرمانداری این رویداد تجمع را برای مدت نامحدود ممنوع کرده است. پس از اعلام این خبر، مادران شنبه در هفت‌صدمین اعتراض مسالمت‌آمیز خود با خشونت پلیس مواجه و تعدادی از شرکت‌کنندگان بازداشت شدند. در نوامبر ۲۰۲۰، یک دادستان برای معترضان به دلیل تلاش برای برگزاری یک «جلسه غیرقانونی» تا سه سال زندان درخواست کرد.
خواسته‌های اصلی این گروه عبارتند از:
- افزایش آگاهی در مورد خشونت، نظامی‌سازی، و نظامی‌گری تحت حمایت دولت در ترکیه،
- گشودن بایگانی اسناد دولتی برای بازبینی عمومی تا قتل‌های سیاسی تحت حمایت دولت آشکار شود،
- تغییراتی در قانون کیفری ترکیه به منظور حذف قانون مرور زمان از قتل‌های سیاسی و ناپدیدی‌های اجباری،[۹][۱۰]
- پیوستن ترکیه به کنوانسیون بین‌المللی حفاظت از تمامی اشخاص در برابر ناپدید شدن اجباری.[۹][۱۰]

### دیدار با نخست‌وزیر اردوغان
در فوریه ۲۰۱۱، نخست‌وزیر رجب طیب اردوغان مادران شنبه را به دفتر خود در استانبول دعوت کرد تا درخواست‌های ایشان را بشنود. اردوغان گفت که به عنوان دولت هر کاری که از دستش بربیاید برای کاهش درد و رنج اعضای خانواده‌ها انجام خواهد داد، امّا خاطرنشان کرد که دستیابی به نتایج در پرونده‌های بالای ۳۰ سال آسان نخواهد بود. با این وجود، او افزود که این نمی‌تواند بهانه‌ای باشد و تلاش‌های لازم برای دستیابی به نتایج مثبت انجام خواهد شد.

### ممنوعیت توسط دولت اردوغان
در آستانهٔ هفت‌صدمین شنبه، دولت اردوغان فعالیت مادران شنبه را ممنوع کرد. عفو بین‌الملل، دیده‌بان حقوق بشر و مدافعان حقوق بشر در بیانیه‌ای مشترک این اقدام را بخشی از «سرکوب بی‌امان جامعهٔ مدنی، مدافعان حقوق بشر و کسانی که به‌طور مسالمت‌آمیز مخالفت خود را در ترکیه ابراز می‌کنند» خواند. مادران شنبه پس از گردهمایی در آن روز دستگیر شدند و محاکمهٔ آنها در ۲۵ مارس ۲۰۲۱ در استانبول آغاز شد.

## جوایز
- در سال ۲۰۱۳ جایزه بین‌المللی هرانت دینک به آن‌ها اعطا شد.
- در سال ۲۰۱۹، جایزه حقوق بشر، صلح و دموکراسی از اتاق پزشکی استانبول به آنها اعطا شد.[۱۳]